# Khaitan
Khaitan ou Khaïtan (en arabe : خيطان), est une ville du Koweït, banlieue-sud à 20 km de Koweït City, la capitale du pays.
Située dans le nord du gouvernorat d'Al Farwaniyah, la ville comptait 164 353 habitants en 2015, ce qui en fait la 5e agglomération du pays et le 2e de son gouvernorat.

## Histoire
Créée en 1948, la ville de Khaitan (nommée d'après Khaitan Al Otaibi, un notable de la région) était à l'origine un village agricole habité principalement par des agriculteurs.
La ville de Khaitan  est aujourd'hui adjacente de l'aéroport international de Koweït.

### Émeutes de 1999
Les 30 et 31 octobre 1999, la ville qui compte dans sa population un très grand nombre d'immigrés, est le théâtre d'émeutes et d'affrontements entre des membres de la communauté égyptienne et bengalie, faisant au total deux morts, près de 120 blessés, et 13 arrestations par les forces de sécurité koweïtiennes obligées d'intervenir avec des gaz lacrymogènes et des balles en caoutchouc.
À l'origine de ces échauffourées, une dispute causée par un Égyptien qui aurait refusé de rembourser une assiette brisée à 3$ dans un magasin bengali. Les émeutes commencèrent après l'arrestation du travailleur égyptien par la police koweïtienne. Près de 3000 Égyptiens de la ville seront expulsés après cet évènement.

## Sport
En plus d'une patinoire et de son propre stade, le Stade de Khaitan (d'une capacité de 10000 places), la ville possède également un club de football, le Khaitan Sporting Club, qui évolue en deuxième division du pays.